# Мупин
Мупи́н (кит. упр. 牟平, пиньинь Mùpíng) — район городского подчинения городского округа Яньтай провинции Шаньдун (КНР). Название района происходит от названия горы Мушань.

## История
Ещё при империи Западная Хань в этих местах был создан уезд Дунму (东牟县), при империи Восточная Хань преобразованный в удельное владение (东牟侯国). При империи Западная Цзинь оно было присоединено к уезду Мупин (牟平县; его органы управления размещались на территории современного района Фушань), но вскоре вновь был создан отдельный уезд Дунму. При империи Северная Ци эти земли были включены в состав уезда Вэньдэн (文登县). При империи Тан в 665 году из уезда Вэньдэн был выделен уезд Мупин.
После того, как эти земли были захвачены чжурчжэнями, включившими их в состав марионеточного государства Ци, то в 1131 году был создан Нинхайский военный округ (宁海军), чьи органы управления разместились в уезде Мупин. В 1137 году государство Ци было аннексировано чжурчжэньской империей Цзинь, а в 1182 году Нинхайский военный округ был преобразован в область Нинхай (宁海州), в состав которой вошли уезды Мупин и Вэньдэн.
После образования империи Мин уезд Мупин был в 1368 году расформирован, а его территория перешла под непосредственное управление областных структур. После Синьхайской революции в Китае была проведена реформа структуры административного деления, в ходе которой области были упразднены, и в 1913 году область Нинхай была ликвидирована, а на непосредственно управлявшихся властями области землях был создан уезд Нинхай (宁海县). Однако выяснилось, что в провинции Чжэцзян уже имеется уезд с точно таким же названием, и поэтому в 1914 году уезд Нинхай был переименован в Мупин.
В 1950 году был создан Специальный район Вэньдэн (文登专区), и уезд вошёл в его состав. В 1956 году Специальный район Вэньдэн был присоединён к Специальному району Лайян. В 1958 году город Яньтай и Специальный район Лайян были слиты в Специальный район Яньтай (烟台专区), в 1967 году переименованный в Округ Яньтай (烟台地区). В ноябре 1983 года округ Яньтай был преобразован в городской округ Яньтай. В 1994 году уезд Мупин был расформирован, а на его территории были созданы районы городского подчинения Мупин и Лайшань.

## Административное деление
Район делится на 6 уличных комитетов и 7 посёлков.